# Холланд, Рон (баскетболист)
Рональд Дуэйн Холланд II (англ. Ronald Dewayne Holland II; род. 7 июля 2005, Duncanville, Техас) — американский профессиональный баскетболист клуба НБА «Детройт Пистонс». Он был единогласно признан пятизвездочным новичком и одним из лучших игроков в драфте 2024 года.

## Ранние годы и карьера в школе
Холланд вырос в Данкавилле, штат Техас, и учился в средней школе Данканвилля.
Будучи новичком, Холланд в среднем набирал 4,5 очка, делал 3,5 подбора и 0,5 передачи за игру. Его школа выиграла чемпионат штата, первый с 2007 года. Будучи второкурсником, Холланд сделал скачок в статистике и набирал в среднем 13,8 очков и 10,1 подбора за игру, что привело «Данкавилл Пантерс» к второй подряд победе в чемпионате штата Техас класса 6A.
На третьем курсе Холланд привёл «Данканвилл» к результату 35–1 и третьему подряд чемпионству штата, набирая в среднем 15,9 очков, делая 7,9 подборов, 2,9 передач и 2 перехвата за игру. На последнем курсе Холланд набирал в среднем 20,3 очков, 10,1 подборов, 2,4 передач и 2 перехвата за игру, реализуя 54,4 процента бросков с игры и 79,3 процента штрафных бросков, что привело «Пантер» к результату 29–1.
Холланд набрал более 1500 очков и сделал 900 подборов за четыре года в «Данканвилле», помогая «Пантерам» занять лидирующие позиции в национальном рейтинге во всех четырех сезонах и завоевать два титула чемпиона штата.
Холланд был выбран для участия в матче McDonald's All-American в последний год обучения. Он также был выбран для участия в составе сборной США на турнире Nike Hoop Summit.
Холланд был единогласно признанным пятизвездочным новобранцем и одним из лучших игроков в классе 2023 года, по данным основных рекрутинговых служб. Он был признан лучшим новобранцем в штате Техас. 5 ноября 2022 года Холланд пообещал играть за «Техас», несмотря на предложения от «Кентукки», «Мемфиса», «Канзаса», «Арканзаса», «Оклахома Стейт», УКЛА и «Орегона». Первоначально он подтвердил свое обязательство после того, как главный тренер Техаса Крис Бирд был уволен в январе 2023 года. Однако позже, 28 апреля 2023 года, Холланд запросил освобождение от своего Национального письма о намерениях. Вскоре после освобождения от письма он объявил, что откажется от игры в студенческий баскетбол и вместо этого будет профессионально играть за «Джи-Лига НБА Игнайт».

## Профессиональная карьера

### Джи-Лига НБА Игнайт (2023—2024)
20 июня 2023 года Холланд подписал контракт с «Джи-Лига НБА Игнайт».. 31 января 2024 года в игре против «Айова Вулвз» он получил разрыв сухожилия большого пальца правой руки и перенёс операцию, завершившая его сезон. Холланд в среднем набирал 18,5 очков, делал 6,7 подборов, 2,8 передач и 2,1 перехвата за игру в 29 сыгранных играх. После сезона он выставил свою кандидатуру на драфт НБА 2024 года.

### Детройт Пистонс (2024—настоящее время)
Холланд был выбран клубом «Детройт Пистонс» под пятым номером на драфте НБА 2024 года, а 6 июля он подписал контракт с «Пистонс».
Холланд дебютировал в НБА 23 октября 2024 года в проигрышном матче против «Индиана Пэйсерс» (109:115), где набрал 6 очков.

## Карьера за сборную
Холланд играл за сборную США (до 16 лет) на юношеском чемпионате Америки 2021 года. Он был включен в сборную турнира, набирая в среднем 19 очков и делая 10,2 подбора за игру, а США выиграли золотую медаль. Следующим летом Холланд играл за сборную США (до 17 лет) на юношеском чемпионате мира 2022 года, набирал в среднем 11,1 очка и делая 6,6 подбора за семь игр.

## Статистика

### Статистика в НБА
| Сезон                                                                                    | Команда | Регулярный сезон | Регулярный сезон | Регулярный сезон | Регулярный сезон | Регулярный сезон | Регулярный сезон | Регулярный сезон | Регулярный сезон | Регулярный сезон | Регулярный сезон | Регулярный сезон | Серия плей-офф | Серия плей-офф | Серия плей-офф | Серия плей-офф | Серия плей-офф | Серия плей-офф | Серия плей-офф | Серия плей-офф | Серия плей-офф | Серия плей-офф | Серия плей-офф |
| Сезон                                                                                    | Команда | GP               | GS               | MPG              | FG%              | 3P%              | FT%              | RPG              | APG              | SPG              | BPG              | PPG              | GP             | GS             | MPG            | FG%            | 3P%            | FT%            | RPG            | APG            | SPG            | BPG            | PPG            |
| ---------------------------------------------------------------------------------------- | ------- | ---------------- | ---------------- | ---------------- | ---------------- | ---------------- | ---------------- | ---------------- | ---------------- | ---------------- | ---------------- | ---------------- | -------------- | -------------- | -------------- | -------------- | -------------- | -------------- | -------------- | -------------- | -------------- | -------------- | -------------- |
| 2024/25                                                                                  | Детройт | 81               | 2                | 15,6             | 47,4             | 23,8             | 75,4             | 2,7              | 1,0              | 0,6              | 0,2              | 6,4              | 5              | 0              | 6,8            | 0,0            | 0,0            | 90,0           | 1,2            | 0,0            | 0,0            | 0,2            | 1,8            |
|                                                                                          | Всего   | 81               | 2                | 15,6             | 47,4             | 23,8             | 75,4             | 2,7              | 1,0              | 0,6              | 0,2              | 6,4              | 5              | 0              | 6,8            | 0,0            | 0,0            | 90,0           | 1,2            | 0,0            | 0,0            | 0,2            | 1,8            |
| Наведите курсор мыши на аббревиатуры в заголовке таблицы, чтобы прочесть их расшифровку. |         |                  |                  |                  |                  |                  |                  |                  |                  |                  |                  |                  |                |                |                |                |                |                |                |                |                |                |                |

### Статистика в Джи-Лиге
| Сезон                                                                                    | Команда             | Регулярный сезон | Регулярный сезон | Регулярный сезон | Регулярный сезон | Регулярный сезон | Регулярный сезон | Регулярный сезон | Регулярный сезон | Регулярный сезон | Регулярный сезон | Регулярный сезон | Серия плей-офф | Серия плей-офф | Серия плей-офф | Серия плей-офф | Серия плей-офф | Серия плей-офф | Серия плей-офф | Серия плей-офф | Серия плей-офф | Серия плей-офф | Серия плей-офф |
| Сезон                                                                                    | Команда             | GP               | GS               | MPG              | FG%              | 3P%              | FT%              | RPG              | APG              | SPG              | BPG              | PPG              | GP             | GS             | MPG            | FG%            | 3P%            | FT%            | RPG            | APG            | SPG            | BPG            | PPG            |
| ---------------------------------------------------------------------------------------- | ------------------- | ---------------- | ---------------- | ---------------- | ---------------- | ---------------- | ---------------- | ---------------- | ---------------- | ---------------- | ---------------- | ---------------- | -------------- | -------------- | -------------- | -------------- | -------------- | -------------- | -------------- | -------------- | -------------- | -------------- | -------------- |
| 2023/24                                                                                  | Джи-Лига НБА Игнайт | 15               | 14               | 30,3             | 47,4             | 23,9             | 68,2             | 6,7              | 2,8              | 2,1              | 1,1              | 18,5             | Не участвовал  | Не участвовал  | Не участвовал  | Не участвовал  | Не участвовал  | Не участвовал  | Не участвовал  | Не участвовал  | Не участвовал  | Не участвовал  | Не участвовал  |
|                                                                                          | Всего               | 15               | 14               | 30,3             | 47,4             | 23,9             | 68,2             | 6,7              | 2,8              | 2,1              | 1,1              | 18,5             | Не участвовал  | Не участвовал  | Не участвовал  | Не участвовал  | Не участвовал  | Не участвовал  | Не участвовал  | Не участвовал  | Не участвовал  | Не участвовал  | Не участвовал  |
| Наведите курсор мыши на аббревиатуры в заголовке таблицы, чтобы прочесть их расшифровку. |                     |                  |                  |                  |                  |                  |                  |                  |                  |                  |                  |                  |                |                |                |                |                |                |                |                |                |                |                |